# Jablanica (gmina Čajetina)
Jablanica (cyr. Јабланица) – wieś w Serbii, w okręgu zlatiborskim, w gminie Čajetina. W 2011 roku liczyła 709 mieszkańców.